# Tongch’ang
Tongch’ang (kor. 동창군, Tongch’ang-gun) – powiat w Korei Północnej, w prowincji P’yŏngan Północny. W 2008 roku liczył 28 665 mieszkańców. Graniczy z powiatami Ch’angsŏng i Pyŏktong od północy, Tae’gwan od zachodu, T’aech’ŏn od południa, Unsan od południowego wschodu, a także z należącymi do prowincji Chagang powiatami Usi i Songwŏn od wschodu. 80% terytorium powiatu stanowią lasy.

## Historia
Przed wyzwoleniem Korei spod okupacji japońskiej tereny należące do powiatu wchodziły w skład powiatu Ch’angsŏng. W obecnej formie, powstał w wyniku gruntownej reformy podziału administracyjnego w grudniu 1952 roku. W jego skład weszły wówczas tereny należące wcześniej do miejscowości Tongch’ang, Taech'ang oraz Ch'ŏngsan (4 wsie – wszystkie poprzednio znajdowały się w powiecie Ch’angsŏng).

## Gospodarka
Lokalna gospodarka oparta jest na górnictwie. Tereny powiatu kryją złoża złota, srebra i apatytu. Istnieją bardzo złe warunki dla rozwoju rolnictwa – zaledwie 6,5% terytorium powiatu nadaje się do prowadzenia upraw. Na nielicznych z nich uprawia się głównie kukurydzę.

## Podział administracyjny powiatu
W skład powiatu wchodzą następujące jednostki administracyjne:
| Nazwa jednostki administracyjnej | Rodzaj jednostki administracyjnej | Hangul       | Hancha       |
| -------------------------------- | --------------------------------- | ------------ | ------------ |
| Tongch’ang-ŭp                    | miasteczko                        | 동창읍       | 東倉邑       |
| Taeyu-rodongjagu                 | dzielnica robotnicza              | 대유로동자구 | 大楡勞動者區 |
| Rich'ŏn-ri                       | wieś                              | 리천리       | 梨川里       |
| Turyu-ri                         | wieś                              | 두류리       | 頭龍里       |
| Taedong-ri                       | wieś                              | 대동리       | 大洞里       |
| Sin'an-ri                        | wieś                              | 신안리       | 新安里       |
| Hwap'ung-ri                      | wieś                              | 화풍리       | 和豊里       |
| Ch'ang'am-ri                     | wieś                              | 창암리       | 倉岩里       |
| Sŏngp'yŏng-ri                    | wieś                              | 성평리       | 城坪里       |
| Pongnyong-ri                     | wieś                              | 봉룡리       | 鳳龍里       |
| Ku'ryong-ri                      | wieś                              | 구룡리       | 九龍里       |
| Kojik-ri                         | wieś                              | 고직리       | 高直里       |
| Ryongdu-ri                       | wieś                              | 룡두리       | 龍頭里       |
| Ryulgok-ri                       | wieś                              | 률곡리       | 栗谷里       |
| Haksong-ri                       | wieś                              | 학송리       | 鶴松里       |
| Hakbong-ri                       | wieś                              | 학봉리       | 鶴峰里       |
| Hoesang-ri                       | wieś                              | 회상리       | 會上里       |
| Ch'ŏngnyong-ri                   | wieś                              | 청룡리       | 靑龍里       |